# Jimenez

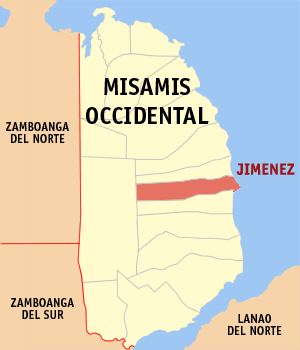
Bản đồ Misamis Occidental với vị trí của Jimenez

Jimenez là một đô thị hạng 4 ở tỉnh Misamis Occidental, Philippines. Theo điều tra dân số năm 2000 của Philipin, đô thị này có dân số 23.212 người trong 4.997 hộ.

## Các đơn vị hành chính
Jimenez được chia ra 24 barangay.
| - Adorable - Butuay - Carmen - Corrales - Dicoloc - Gata - Guintomoyan - Malibacsan - Macabayao - Matugas Alto - Matugas Bajo - Mialem | - Naga - Palilan - Nacional - Rizal - San Isidro - Santa Cruz - Sibaroc - Sinara Alto - Sinara Bajo - Seti - Tabo-o - Taraka |